# 陰茎前位陰嚢
陰茎前位陰嚢（いんけいぜんいいんのう、英: Penoscrotal transposition, PST）は、男児の性分化疾患の一形態であり、陰茎と陰嚢の位置関係に異常が見られる。

## 分類
陰茎前位陰嚢は、完全型と不完全型の2つに分類される。
- 完全型陰茎前位陰嚢―位置が完全に逆転しており、陰茎が会陰に位置し、その前に陰嚢が存在する[3][4]。
- 不完全型陰茎前位陰嚢―陰嚢部より陰茎が伸長する。陰茎が矮小である場合、陰唇・陰核の肥大した女児外陰部様外観を呈する場合がある[1]。

## 治療
標準的な治療法は、手術による外科的修復である。